# Abū Ibrāhīm al-Hāshimi al-Qurashi
Abū Ibrāhīm al-Hāshimi al-Qurashi (arabiska: أبو إبراهيم الهاشمي القرشي), född Amir Mohammed Abdul Rahman al-Mawli al-Salbi den 1 eller 5 oktober 1976 i Nineve-provinsen i Irak, död 3 februari 2022 i Atme i Idlib-provinsen i Syrien, var en irakisk islamistisk terrorist och den andra kalifen för den Islamiska staten (IS) från 2019 fram till sin död.
Hans utnämning annonserades den 31 oktober 2019, mindre än en vecka efter att hans företrädare Abu Bakr al-Baghdadi avled.
Under Al-Qurashi's tid som ledare bestod den islamiska statens verksamhet huvudsakligen av begränsade gerillaaktiviteter i Mellanöstern, men även av ökat inflytande och aktivitet i Afrika.
Det amerikanska programmet "Rewards for Justice" erbjöd upp till 10 miljoner dollar för information som kunde leda till al-Qurashis gripande.
Den 3 februari 2022 meddelade amerikanska myndigheter att al-Qurashi under en räd från det amerikanska "Joint Special Operations Command" dödat sig själv och medlemmar av sin familj, inklusive kvinnor och barn, genom att aktivera en sprängladdning .